# Württembergischer Landesposaunentag
Der württembergische Landesposaunentag ist eine kirchenmusikalische Großveranstaltung des Evangelischen Jugendwerks in Württemberg, die alle zwei Jahre an einem Wochenende im Mai oder Juni in Ulm stattfindet.

## Ablauf
Zu diesem Bläsertreffen kommen hauptsächlich Blechbläser aus Posaunenchören im Einzugsgebiet der Evangelischen Landeskirche in Württemberg zusammen, um im Ulmer Münster, in der Martin-Luther-Kirche, in der Pauluskirche und in anderen Kirchen, in sozialen Einrichtungen sowie in der Donauhalle und im Congress Centrum vorwiegend geistliche Werke aller Epochen und Stile zu musizieren und Gottesdienste zu feiern.
Der Landesposaunentag endet traditionell mit einer liturgischen Schlussfeier auf dem Münsterplatz, bei der alle teilnehmenden Bläser unter Leitung des württembergischen Landesposaunenwarts gemeinsam musizieren und so den „größten Posaunenchor der Welt“ bilden. Als vorletztes Stück wird der Choral Nun danket alle Gott nach dem Satz von Johann Sebastian Bach BWV 252 (von G-Dur nach Es-Dur transponiert) geblasen: zuerst 4-stimmig, dann mit den Fanfaren und zum Abschluss mit der Oberstimme von Hermann Mühleisen. Während der dritten Strophe beginnen die Münsterglocken zu läuten. Zuletzt wird das „Gloria“ gespielt – der Schlusschoral aus der Bachkantate Wachet auf, ruft uns die Stimme (BWV 140). Es ist die dritte Strophe des Kirchenlieds Wachet auf, ruft uns die Stimme, die mit der Zeile „Gloria sei dir gesungen“ beginnt.
Wegen der enormen Größe des Orchestes dirigiert der Landesposaunenwart bei der Abschlussfeier auf einem hohen Gerüst als Dirigentenpodest und mit einem überdimensionalen Taktstock. Bereits Landesposaunenwart Hermann Mühleisen hatte mit einem übergroßen Taktstock dirigiert. Nachdem das „Gloria“ bei der Abschlussfeier des Landesposaunentags 1968 verklungen war, übergab er den Taktstock auf dem Dirigentenpodest an seinen Nachfolger Wilhelm Mergenthaler.

## Geschichte

### Die ersten Landesposaunentage
Der erste württembergische Landesposaunentag fand 1901 als „Bundesposaunenfest des Süddeutschen Evangelischen Jünglingsbundes“ in Esslingen am Neckar statt und wurde vom Süddeutschen Evangelischen Jünglingsbund, dem späteren Württembergischen Evangelischen Jungmännerbund, durchgeführt.
Schon 1906 gab es das erste Fest in Ulm. Seit 1946 finden alle Im Jahr 1906 fand der Landesposaunentag erstmals in Ulm statt, damals mit rund 250 Musikanten. Bis zum Zweiten Weltkrieg wurden die württembergischen Landesposaunentage in verschiedenen Städten durchgeführt.

### 1946
Die große Tradition der Ulmer Posaunentage begann im Jahr 1946, als der damalige Landesposaunenwart Hermann Mühleisen die Posaunenchöre in die Münsterstadt rief. 2000 Bläser folgten seiner Einladung. Die Innenstadt war bei den Luftangriffen auf Ulm weitgehend zerstört worden; das Münster war eines der wenigen größeren Gebäude in der Ulmer Innenstadt, die nicht in Trümmern lagen. Theophil Wurm hielt die Predigt. Gespendete Brote wurden in Körben herumgereicht. Das Spielen des „Gloria“ inmitten der Trümmer rührte viele zu Tränen.

### 1947
1947 kam zum großen Gesamtklang ein Auswahlchor hinzu: die Geburtsstunde des Schwäbischen Posaunendienstes.

### 1996
Am Landesposaunentag 1996 nahmen 9000 Musiker teil. Selbst das Münster war nun zu klein für alle Teilnehmer der Landesposaunentage, andere Veranstaltungsorte in Ulm mussten mit einbezogen werden. Inzwischen gibt es in Ulm fünf Veranstaltungsorte.

### 2006
Im Jahr 2006 wurde der 41. Landesposaunentag mit 8000 Musikanten unter Leitung von Landesposaunenwart Hans-Ulrich Nonnenmann abgehalten. Da der Landesposaunentag im Jahr 1946 erstmals in Ulm stattgefunden hatte, galt der 41. Landesposaunentag als „Jubiläumsposaunentag“.

### 2008
Der 42. Landesposaunentag im Jahr 2008 war der 30. Landesposaunentag, der in Ulm abgehalten wurde.

### 2021
Ursprünglich sollte der 48. Landesposaunentag im Jahr 2020 turnusgemäß stattfinden, er wurde jedoch wegen der COVID-19-Pandemie auf das Jahr 2021 verschoben.
Das Evangelische Jugendwerk in Württemberg beging im Jahr 2021 sein 50-jähriges Jubiläum; zugleich feierte die Sportarbeit im EJW den 100. Geburtstag. Deshalb sollte es in Ulm am 3. und 4. Juli 2021 einen besonders festlichen Landesposaunentag mit zwei Akzenten geben. Die Posaunenbläser des EJW planten Ulm in eine klingende Stadt zu verwandeln; die Sportler der Eichenkreuz-Sportarbeit im EJW wollten mit ihren Angeboten Jung und Alt in Bewegung setzen. Klassische Großveranstaltungen waren im Sommer 2021 aber noch nicht möglich. Das EJW und die Kirchengemeinden in Württemberg luden dazu ein, diesen Sonntag zu einem „Posaunentag im Land“ zu machen. Unter dem Motto „Vertrauenssache Glaube“ gab es dazu ein fertig ausgearbeitetes Programm für den Festgottesdienst sowie den Vorschlag, auch am Samstag vor Ort ein kleines Konzert zu gestalten – angepasst an die dann geltenden Corona-Verordnungen. In Ulm waren am Samstag eine Serenade und am Sonntag ein Fernseh-Gottesdienst im Ulmer Münster vorgesehen.

### 2023
Der 49. Landesposaunentag fand am 24. und 25. Juni 2023 wieder im gewohnten Umfang statt.

### 2025
Zum 50. Jubiläumsposaunentag fand am 28. und 29. Juni 2025 in Ulm statt. Dazu hatten sich rund 6000 Bläserinnen und Bläser angemeldet, dazu zahlreiche Zuhörer und Teilnehmer an den Gottesdiensten. Das musikalische Großereignis steht, angelehnt an die diesjährige Jahreslosung, unter dem Motto „Alles Gute!“

Kugelkreuz

### 2027
Der 51. Landesposaunentag wird am 26. und 27. Juni 2027 in Ulm stattfinden, eingebunden in die Festwoche zum 650. Jahrestag der Grundsteinlegung des Ulmer Münsters.

## Symbole der Flaggen der Fanfarentrompeten
An den Fanfarentrompeten sind beim Landesposaunentag verschiedene Flaggen mit jeweils einem Symbol aufgehängt, darunter das Kugelkreuz und das lateinische Kreuz. Das Kugelkreuz ist das Symbol der Evangelischen Jugend.

## Diskographie
- Confidentia – Bläser musizieren beim 40. Landesposaunentag (Aufnahme von 2004, CD SACD 9155). 4000 Bläserinnen und Bläser spielen im Ulmer Münster, 8500 vor dem Ulmer Münster unter Leitung von Kirchenmusikdirektor Hans-Ulrich Nonnenmann Stücke von Georg Friedrich Händel, Johann Sebastian Bach und Joseph Haydn; zuletzt läuten zu diesem Spiel die Münsterglocken.